# Beatriu I de Borgonya

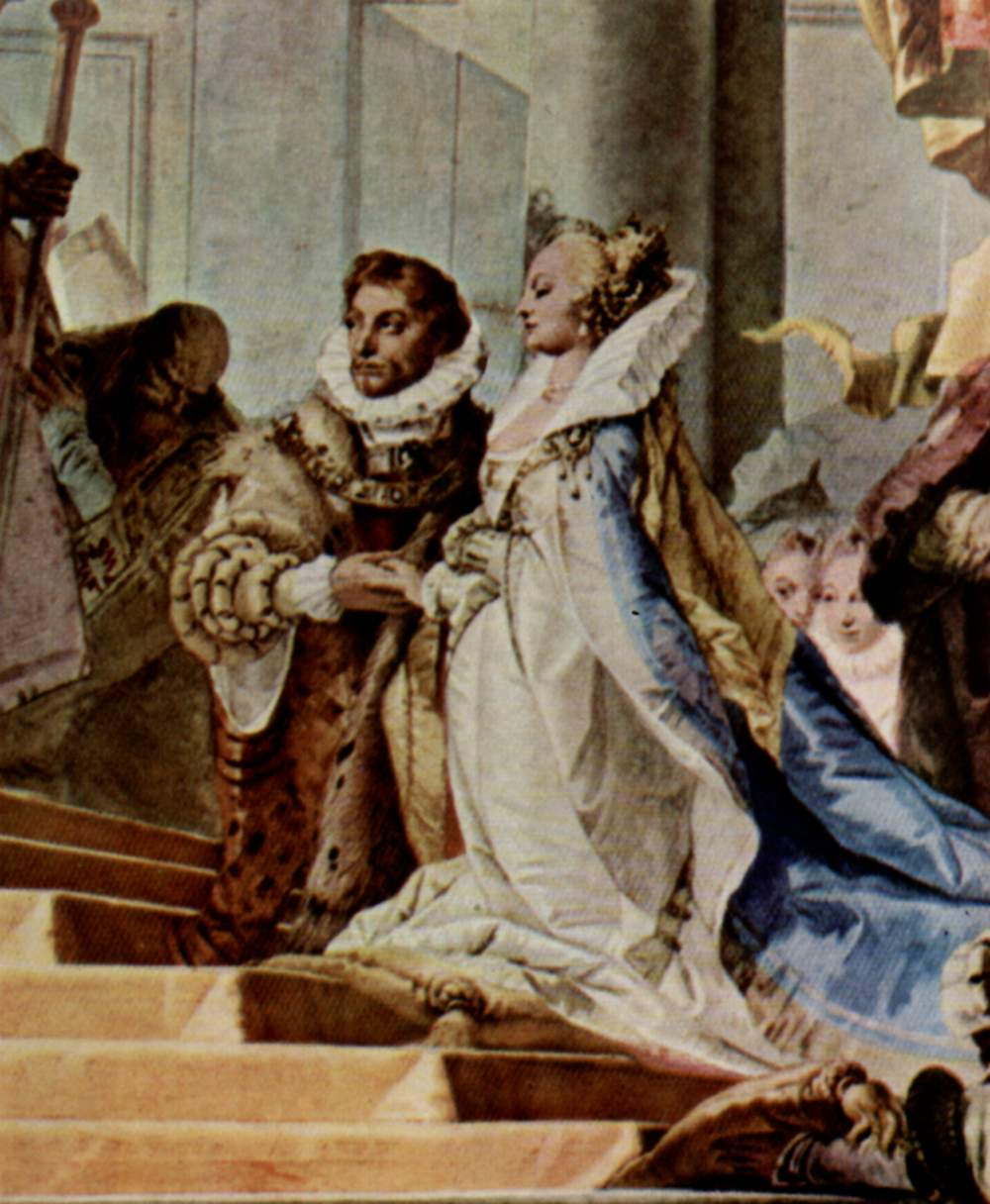
Detall del matrimoni de la comtessa Beatriu I de Borgonya amb l'emperador Frederic I del Sacre Imperi Romanogermànic

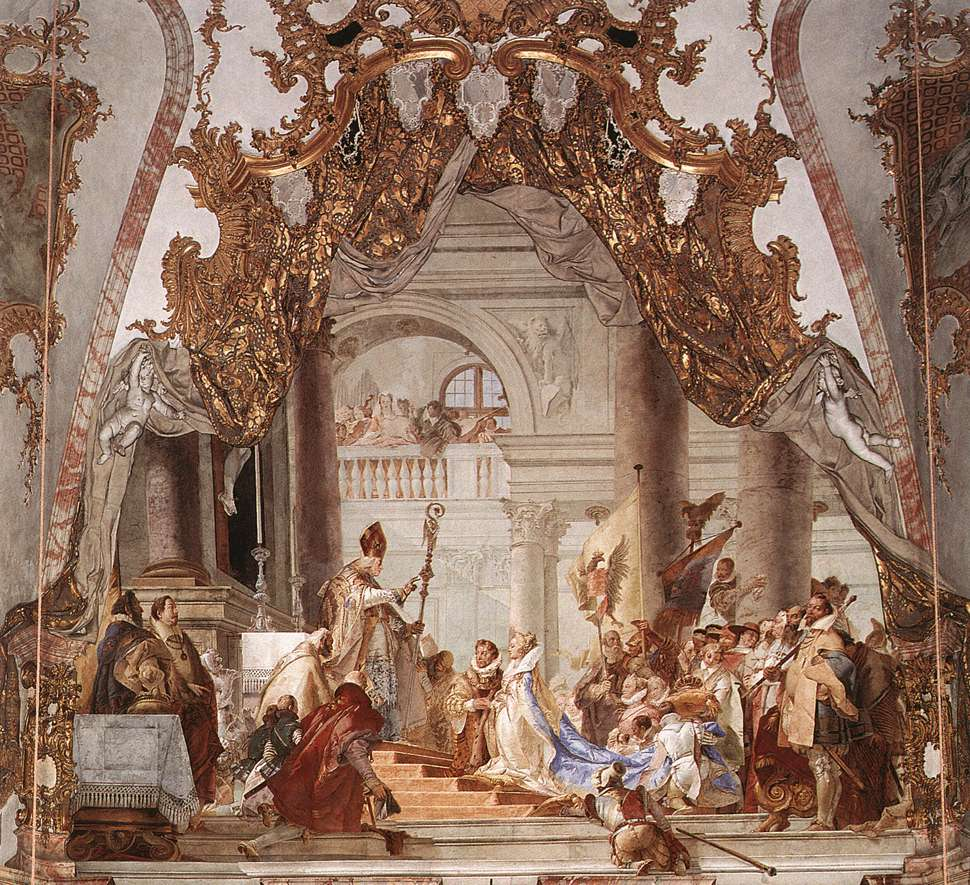
Matrimoni de la comtessa Beatriu I de Borgonya amb l'emperador Frederic I del Sacre Imperi Romanogermànic

Comtat de Borgonya

Beatriu I de Borgonya o Beatrix de Borgonya (1145 - 1184) va ser comtessa de Borgonya (filla única del comte Renald III de Borgonya) i Emperadriu del Sacre Imperi per matrimoni el 1156 amb l'Emperador Frederic Barba-roja.

## Biografia
Nascuda el 1145, era filla única i hereva del comte Renald III de Borgonya i d'Agata de Lorena (filla del duc Simó I de Lorena)
El 1156, es va casar amb l'Emperador Frederic Barba-roja a Würzburg i li va aportar en dot el comtat de Borgonya. Van tenir nombrosos fills entre els quals: 
- Beatriu (vers 1161-1174)
- Frederic que després fou el duc Frederic V de Suàbia (16 juliol de 1164 a Pavie; † 28 de novembre de 1169/1170)
- Enric després emperador Enric VI (1165-1197) que va succeir al seu pare com a emperador
- Frederic, després duc Frederic VI de Suàbia (1167; † 20 gener de 1191)
- El comte Otó I de Borgonya (1167-1200) que es va casar el 1192 amb la comtessa de Blois Margarida (vers 1170-1231) i que va succeir com a comte de Borgonya al seu pare Frederic I del Sacre Imperi Romanogermànic
- Conrad de Hohenstaufen, després duc Conrad II de Suàbia (1172-1196)
- Rainald (1173-† jove)
- Guillem (1176-† jove)
- Felip, després duc Felip de Suàbia (1176-1208)
- Agnès (†1184).

El 15 de novembre de 1184 va morir a Besançon a l'edat de 38 anys. Després fou portada, juntament amb la seva filla Agnès, a la cripta de la Catedral d'Espira. El seu cor hauria estat conservat a l'antiga abadia benedictina de Jouhe-lès-Dole.